# Memorial Rik Van Steenbergen 1992
Il Memorial Rik Van Steenbergen 1992, seconda edizione della corsa, si svolse il 5 agosto 1992 su un percorso di 199 km, con partenza e arrivo ad Aartselaar. Fu vinto dal belga Patrick Deneut della Lotto davanti al suo connazionale Kurt Onclin e al russo Vjačeslav Ekimov.

## Ordine d'arrivo (Top 10)
| Pos. | Corridore        | Squadra                      | Tempo    |
| ---- | ---------------- | ---------------------------- | -------- |
| 1    | Patrick Deneut   | Lotto                        | 4h39'00" |
| 2    | Kurt Onclin      | Lotto                        |          |
| 3    | Vjačeslav Ekimov | Panasonic-Sportlife          |          |
| 4    | Patrick De Wael  | La William-Duvel             |          |
| 5    | Soren Lilholt    | Tulip                        |          |
| 6    | Scott Sunderland | TVM-Sanyo                    |          |
| 7    | Jan Goessens     | MG Boys Maglificio-Technogym |          |
| 8    | Hendrik Redant   | Lotto                        |          |
| 9    | Rob Mulders      | Buckler                      |          |
| 10   | Peter Pieters    | Tulip                        |          |